# Широбоков Андрій Михайлович
Андрій Михайлович Широбоков (нар. 10 січня 1982, Луганськ, УРСР) — український футболіст, нападник та півзахисник.

## Життєпис
Вихованець луганської «Зорі», у футболці якої виступав у юнацьких чемпіонатах України, перший тренер Валерій Андрух. Дорослу футбольну кар'єру розпочав 1998 року в складі луганського «Шахтаря», який грав у чемпіонаті області. У 1991 році зіграв 1 матч у Другій лізі України за «Авангард» (Ровеньки). У 2000 році грав у луганському «Шахтарі» в аматорському чемпіонаті України. У 2001 році захищав кольори «Зорі-2» в чемпіонаті Луганської області. Наступного року також виступав у чемпіонаті Луганщини, у лисичанському «Донці». У 2002 році провів 2 поєдинки в аматорському чемпіонаті України за свердловський «Шахтар».
У 2003 році виїхав до Білорусі, де грав у Першій лізі Білорусі за «Сморгонь». Влітку 2004 року повернувся до України та підсилив житомирське «Полісся». На початку 2005 року виїхав до Фінляндії, де виступав за клуби другого та третього дивізіонів місцевого чемпіонату «КайХа», «Анекоскен Хуйма», «Норвалла ФФ» та «Васа ІФК». Футбольну кар'єру завершив 2011 року у складі «Норвалла ФФ».

## Досягнення
«Сморгонь»
- Перша ліга Білорусі
  -  Бронзовий призер (1): 2003